# Árabes afegãos

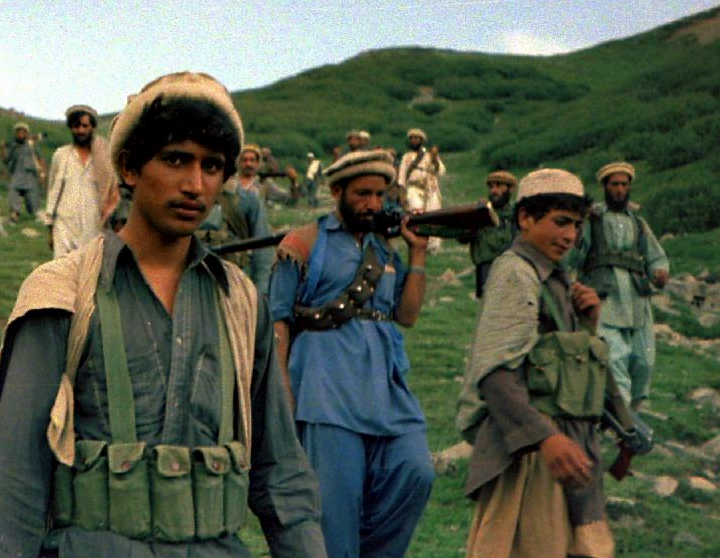
Combatentes Mujahideens na fronteira do Paquistão para o Afeganistão

Afegãos árabes (também conhecidos como árabes afegãos) eram árabes e outros muçulmanos mujahidins islâmicos que vieram para o Afeganistão durante e após a invasão soviética do Afeganistão para ajudar os companheiros afegãos muçulmanos na luta contra os soviéticos e afegãos pró-soviético .
. Observadores e jornalistas que cobriram a guerra têm dúvidas sobre sua importância como força de combate, mas dentro do mundo árabe muçulmano  atingiram perto de um status de heróis, por sua associação com a derrota da superpotência comunista, atéia e anti-religiosa, que foi a União Soviética.
Muitos voltaram para seus países de origem para a jihad contra os seus governos. Seu nome não obstante, nenhum foi afegãos e alguns não eram árabes, mas turcos, malaios ou outro grupo étnico muçulmano não-árabe. O mais famoso entre os seus membros é Osama bin Laden.

### Chechênia
- Brigada Internacional Islâmica
- Árabes mujahidins na Chechênia

### Guerras da Iugoslávia
- Mujahidins bósnios